# Beleg van Jeruzalem (63 v.Chr.)
Het Beleg van Jeruzalem vond in 63 v.Chr. plaats tijdens de veldtochten die Pompeius Magnus in de Levant uitvoerde. Pompeius werd gevraagd om einde te maken aan de vete tussen Hyrcanus II en Aristobulus II. Dit leidde tot het beleg van Jeruzalem en daarmee het verlies van de onafhankelijkheid van Judea.

## Aanloop
Na de dood van de Hasmonese koningin Salome Alexandra brak er in Judea een burgeroorlog uit tussen haar beide zonen Hyrkanus II en Aristobulus II. Hyrcanus II ontving het ambt van hogepriester, maar Aristobulus, gesteund door Nabatea, sloeg het beleg op voor Jeruzalem.
Nadat Pompeius Magnus succesvol de oorlog met Mithridates had beëndigd wist hij ook de provincie Syria aan het rijk van Rome toe te voegen. De legaat van Pompeius, Marcus Aemilius Scaurus minor, reisde vanuit zijn functie af naar Jeruzalem. Beide partijen probeerden de Romein voor zich te winnen, maar Scaurus zorgde ervoor dat de koning van Nabatea, Aretas III, het beleg voor Jeruzalem moest opgeven.
Toen Pompeius zelf in Damascus arriveerde werd hij door beide partijen benaderd om te bemiddelen, maar Aristobulus weigerde af te wachten en vertrok en bracht een leger op de been. Pompeius was van mening dat Aristobulus hem zou proberen aan te vallen en gaf zijn soldaten de opdracht om Judea binnen te trekken. Aan Aulus Gabinius gaf hij de opdracht om Jeruzalem in te nemen. Ondertussen had Pompeius Aristobulus gevangen kunnen nemen en hij gaf de opdracht voor het belegeren van de stad.

## Beleg
Met behulp van de volgelingen van Hyrcanus II werden de poorten van Jeruzalem voor de Romeinen geopend. Hierdoor kon Pompeius de bovenstad van Jeruzalem innemen. Zijn opmars werd gestuit doordat de volgelingen van Aristobulus een brug in Jeruzalem hadden neergehaald, waardoor Pompeius werd belet de Tempelberg te betreden. Pompeius bood hun aan dat ze zich konden overgeven, maar dit werd geweigerd. 
Al snel begon hij met het belegeren van dit gedeelte van de stad door het compleet van de rest af te sluiten. Ook werd er begonnen aan de bouw van belegeringswapens. Na drie maanden slaagde Pompeius er eindelijk in om de citadel op de Tempelberg te veroveren. Faustus Cornelius Sulla was als eerste de muur over en na hem volgde het gehele leger. Op bevel van Pompeius werd de complete Joodse bevolking in dit gedeelte gedood, naar verluidt 12.000 mensen. Pompeius zelf betrad de tempel en zelfs het Heilige der Heiligen, maar hij nam niks mee.

## Nasleep
Na de verovering van Jeruzalem keerde Pompeius terug naar Rome waar hij een triomftocht hield. Tevens betekende de verovering van de stad het einde van de dynastie van de Hasmoneeën. Hyrcanus II werd geïnstalleerd als hogepriester, maar hij werd ontdaan van al zijn koninklijke waardigheden. 
Judea vormde vanaf 63 v.Chr. een tijdlang een autonoom gebied binnen het Romeinse Rijk.